# Mother of the Maid
Mother of the Maid è un'opera teatrale di Jane Anderson. La pièce debuttò all'Elayne P. Bernstein Theater di Lenox nel 2015, prima di essere revisionata e riscritta sostanzialmente nella sua forma definitiva, debuttata a New York nel 2018.

## Trama
Se essere la madre di un'adolescente non è mai un compito facile, per Isabelle d'Arc è particolarmente difficile essere la mamma di Giovanna d'Arco. Contadina analfabeta, Isabella prova a scoprire cosa stia turbando la figlia adolescente e la risposta che Giovanna riceve visite da Santa Caterina la turba profondamente. Inizialmente scettica, Isabella comincia a credere che qualcosa di strano stia succedendo alla figlia. Il marito Jacques picchia Giovanna per costringerla alla sottomissione, ma quando il prete del villaggio e un soldato pretendono di vederla, i coniugi d'Arc non possono impedirlo e Giovanna, accompagnata dal fratello Pierre, lascia la famiglia. Ma Isabelle non demorde e cammina per le trecento miglia che la separano dal castello di Chinon, dove Giovanna intraprenderà la sua leggendaria impresa per scacciare gli inglesi dalla Francia e far incoronare il Delfino. Qui Isabelle incontra la castellana, che rimane incantata dai modi semplici della contadini e dall'intensità del suo amore per la figlia.
Dopo essere stati all'inconorazione del delfino - ora Carlo V - i coniugi d'Arc tornano a Domrémy, dove vengono in seguito raggiunti dal figlio Pierre con la devastante notizia della cattura di Giovanna da parte degli inglesi. Durante il processo per eresia e stregoneria, Giovanna riceve la visita della madre nella sua cella e Isabella prova a confortarla e rassicurarla per il futuro. In un disperato tentativo di salvare la figlia, Isabella torna a corte, ma qui scopre che l'interesse per la Pulzella e il suo destino è calato drasticamente. Dopo l'esecuzione di Giovanna e la morte di Jacques, Isabelle lotterà per anni per garantire la restorazione della reputazione di Giovanna, supplicando Papa Niccolò V di riaprire e revisionare le accuse di eresia a carico della figlia e parlare anche davanti a Papa Callisto III.

## Produzioni
La pièce debuttò all'Elayne P. Bernstein Theater di Lenox il 15 agosto 2015, con la regia di Matthew Penn e un cast composto da Elizabeth Aspenlieder (Castellana), Jason Asprey (PadreGilbert), Nigel Gore (Jacques d'Arc), Nathaniel Kent (Pierre d'Arc), Tina Packer (Isabelle d'Arc), Bridget Saracino (Santa Caterina) e Anne Troup (Joan d'Arc). Le recensioni, non molto positive, spinsero l'autrice a riscrivere lunghe parti del testo, prima di essere riproposto a teatro nell'autunno del 2018. Il personaggio di Santa Caterina, che narrava la vicenda e interagiva con Giovanna, fu eliminato, il linguaggio non era più denso di slang moderno utilizzato originariamente per evidenziare comicamente la differenza con l'ambientazione medievale, e la pièce non si limiò più a narrare il rapporto tra Isabelle e Giovanna come quello di una madre con una figlia adolescente difficile, ma andò a concentrarsi maggiormente sulla vita e imprese realizzate da Isabelle. La versione definitiva, sempre diretta da Matthew Penn, debuttò al Public Theater di New York il 18 ottobre 2018, con Glenn Close, Dermot Crowley, Olivia Gilliatt, Kate Jennings Grant, Andrew Hovelson, Daniel Pearce e Grace Van Patten nel cast. Questa volta le recensioni furono più positive e unanimi furono le lodi per l'interpretazione di Glenn Close nel ruolo di Isabelle. Per la sua performance, Glenn Close è stata candidata all'Outer Critics Circle Award alla migliore attrice protagonista.